# Abdulaziz Belraysh
Abdulaziz Belraysh (tiếng Ả Rập: عبد العزيز بالريش; sinh ngày 12 tháng 7 năm 1992) là một cầu thủ bóng đá người Libya. Hiện tại anh thi đấu cho câu lạc bộ tại Giải bóng đá ngoại hạng Libya Ittihad, ở vị trí hậu vệ.

## Sự nghiệp
Belraysh là một tài năng trẻ đầy hứa hẹn, và là sản phẩm của hệ thống trẻ Ittihad. Màn trình diễn ở mùa giải 2008-09 giúp anh giành danh hiệu Cầu thủ trẻ xuất sắc nhất năm.
Anh được triệu tập vào đội tuyển quốc gia thi đấu giao hữu với Bénin ngày 6 tháng 1 năm 2010. Anh cũng được triệu tập thi đấu giao hữu với Mali, ngày 3 tháng 3 năm 2010, đá chính ở cả hai trận, và trở thành cầu thủ đá chính cho Libya lúc 19 tuổi.